# اكي افني
اكي افني (بالعبرية: אקי אבני‏) هو مقدم تلفزيوني وعارض وممثل إسرائيلي، ولد في 27 أبريل 1967 في إسرائيل.

## أعمال

### مسلسلات
- 24
- جاغ

## وصلات خارجية
- اكي افني على موقع IMDb (الإنجليزية)
- اكي افني على موقع ألو سيني (الفرنسية)
- اكي افني على موقع ميوزك برينز (الإنجليزية)
- اكي افني على موقع أول موفي (الإنجليزية)
- اكي افني على موقع قاعدة بيانات الفيلم (الإنجليزية)
- اكي افني على موقع كينوبويسك (الروسية)